# Benjamin Becker
Benjamin Becker (Merzig, Saar-vidék, NSZK, 1981. június 16. –) német hivatásos teniszező. Eddigi karrierje során két ATP-döntőt játszott. A 2006-os US Open harmadik körében ellene játszotta utolsó profi meccsét Andre Agassi, Becker a sérülésekkel bajlódó Agassit négy szettben búcsúztatta, véget vetve ezzel az amerikai legenda pályafutásának. A nyolcaddöntőben Andy Roddick megállította, ezzel együtt ez eddigi legjobb teljesítménye Grand Slam-tornákon.

## ATP-döntői

### Egyéni

#### Elvesztett döntői (1)
|   | Dátum                | Torna                  | Borítás         | Ellenfél a döntőben | Eredmény a döntőben |
| 1 | 2007. szeptember 30. | Thailand Open, Bangkok | Kemény (fedett) | Dmitrij Turszunov   | 2-6, 1-6            |

ATP 250-ES TORNA, ORDINA OPEN, ’S-HERTOGENBOSCH (450 000 euró, füves pálya)
DÖNTŐ Becker (német)–Sluiter (holland) 7:5, 6:3